# Les Salles-sur-Verdon
Les Salles-sur-Verdon là một xã thuộc tỉnh Var trong vùng Provence-Alpes-Côte d’Azur miền đông nam nước Pháp.